# Tony Costner
Pour les articles homonymes, voir Costner.
Tony Costner, né le 30 juin 1962, à Philadelphie, en Pennsylvanie, est un ancien joueur américain de basket-ball. Il évolue au poste de pivot.

## Palmarès
- Champion USBL 1991
- All-USBL Second Team 1991